# Narcís Lunes i Boloix
Narcís Lunes y Boloix (San Vicente dels Horts, Bajo Llobregat, 15 de enero de 1913 - ibidem, 19 de septiembre de 1987) fue un poeta y escritor español, Maestro en Gai Saber en el año 1967. 

## Biografía
Antes de la guerra civil española, colaboró en la revista local Pau i Treball (1932). Durante el conflicto armado luchó en el ejército de la República y tuvo que marchar al exilio a Francia.
Poco después de vovlver del exilio, fue fundador junto con el padre Joan Tous Farell de la revista quincenal Juventud Católica Vicentina, editada desde el año 1947, publicando artículos y poemas de carácter religioso. Posteriormente, la revista fue publicada con el título Mes,  convirtiéndose en su director durante los años sesenta. 
También colaboró en la radio local, Radio San Vicente, fundada en 1952, en secciones de divulgación religiosa, científica y literaria. A finales de los años cuarenta, reordenó y adaptó el texto del Auto Sacramental de la Semana Santa de San Vicente dels Horts a partir de los textos originales atribuidos a fray Antonio de San Jerónimo.
Entre otras distinciones, fue nombrado Hijo Predilecto de la Villa en 1966 y también recibió el Premio Fastenrath concedido por el Ayuntamiento de Barcelona. En 1967 fue nombrado como Maestro en Gai Saber por la Academia de los Juegos Florales del Rosellón.
En el centenario de su nacimiento, se inauguró el 17 de diciembre de 2013 el salón de actos que lleva su nombre a la Biblioteca Municipal Les Voltes.

## Obra literaria

### Poesía
- Íntimes. Biblioteca santvicentina; 1. San Vicente dels Horts: [s.n.] 1952.
- Cançó de tots els temps. Barcelona: Rondas. 1978. ISBN 8485247434.
- Ales al vent. San Vicente dels Horts: [s.e.] 1987.

### Teatro
- El Testamento de Ricard de Montanyal : [se], 1950.
- El Hostal Viejo: [se], 1951.
- Dos secretos en la noche. San Vicente dels Horts : [se], 1955.
- El Gran estremecimiento. San Vicente dels Horts : [se], 1956.